# Hrvoje Milić
Hrvoje Milić (Osijek, 10. svibnja 1989.) bivši je hrvatski nogometaš koji je igrao na poziciji lijevog beka.
Milić nogomet je počeo igrati u NK Osijeku u rodnom gradu. Kao 17-godišnjak, 2006. godine prelazi u HNK Hajduk Split, u kojem je počela i njegova seniorska karijera 2008. godine. Od 2009. do 2011. igrao je u švedskom klubu Djurgårdensu. Nakon toga vraća se u 1. HNL, gdje je igrao za Istru 1961. 
Tadašnji zbornik Igor Štimac u svibnju 2013. prvi put je pozvao Milića u širi sastav hrvatske nogometne reprezentacije za utakmice protiv Škotske i Portugala, a upravo na prijateljskoj utakmici protiv Portugala u Ženevi, 10. lipnja 2013. ubilježio je prvi nastup.
U dres talijanske Fiorentine prešao je 16. kolovoza 2016. godine. Hajduk je od tog transfera dobio oko 700 tisuća eura.
Statistika u Hajduku
| Natjecanje        | Nastupi | Zgoditci |
| ----------------- | ------- | -------- |
| Prvenstvo         | 31      | 1        |
| Kup               | 5       | 0        |
| Superkup          | 0       | 0        |
| Međunarodne       | 6       | 0        |
| Splitski podsavez | 0       | 0        |
| Ukupno            | 42      | 1        |
| Prijateljske      | 13      | 2        |
| Sveukupno         | 55      | 3        |

## Klupski uspjesi
Rostov:
- Ruski nogometni kup (1): 2013./14.